# 1982 en basket-ball
Chronologie du basket-ball
1981 en basket-ball - 1982 en basket-ball - 1983 en basket-ball
Les faits marquants de l'année 1982 en basket-ball.

## Récapitulatifs des principaux vainqueurs de compétitions 1981-1982

### Masculins
|  |

### Féminines
|  |

## Récompenses des joueurs enNBA

### Meilleur joueur de la saison régulière  (MVP)
| - Moses Malone, Houston Rockets |

### Meilleur joueur de la finale NBA
| - Magic Johnson, Los Angeles Lakers |

## Naissances
- 6 janvier : Gilbert Arenas
- 17 mai : Tony Parker
- 3 août : Viktor Khryapa

## Décès
- Bob Purkisher, joueur américain naturalisé français, accident de voiture (39 ans).